# Nazionale femminile di pallacanestro della Turchia
La nazionale di pallacanestro femminile della Turchia, selezione delle migliori giocatrici di pallacanestro di nazionalità turca, rappresenta la Turchia nelle competizioni internazionali femminili di pallacanestro gestite dalla FIBA. È gestita dalla Türkiye Basketbol Federasyonu, la federazione turca di pallacanestro, ed è affiliata alla FIBA dal 1936.

## Storia
Pur se rappresenta uno Stato con territorio in entrambi i continenti di Europa ed Asia,  la nazionale della mezzaluna, a partire dal 1936, anno della sua affiliazione alla FIBA, ha sempre appartenuto alla sezione di FIBA Europe.

Squadra emergente, fino ad ora, nei massimi tornei internazionali, ha collezionato presenze solo nei Campionati Europei.

L'unico successo in una manifestazione FIBA è l'oro ai Giochi del Mediterraneo del 2005.

## Piazzamenti
Olimpiadi
- 2012 - 5°
- 2016 - 6°

Mondiali
- 2014 - 4°
- 2018 - 10°

Europei
- 2005 - 8°
- 2007 - 9°
- 2009 - 9°
- 2011 -  2°
- 2013 -  3°
- 2015 - 5°
- 2017 - 5°
- 2019 - 14°
- 2021 - 14°
- 2023 - 14°

Mediterranei
- 1987 -  2°
- 1997 -   2°
- 2005 -  1°
- 2009 - 5°

## Formazioni

### Olimpiadi
Pallacanestro ai Giochi della XXX Olimpiade - Torneo femminile4 Palazoğlu, 5 Dalgalar, 6 Vardarlı, 7 Kartaltepe, 8 Canıtez, 9 Tunçluer, 10 Alben, 11 Yılmaz, 12 Hollingsworth, 13 Horasan, 14 İvegin, 15 Çağlar,        All. Ceyhun Yıldızoğlu
Pallacanestro ai Giochi della XXXI Olimpiade - Torneo femminile4 Çakır, 5 Canıtez, 6 Vardarlı, 8 Ural, 9 Çağlar, 10 Alben, 11 Yılmaz, 12 Sanders, 13 Cora, 14 İvegin, 15 Şenyürek, 33 Kimyacıoğlu,        All. Ekrem Memnun

### Mondiali
Campionato mondiale femminile di pallacanestro 20144 Palazoğlu, 5 Canıtez, 6 Köksal, 7 Vardarlı, 8 Dalgalar, 9 Tunçluer, 10 Alben, 11 Yılmaz, 12 Sanders, 13 Şenyürek, 14 İvegin, 15 Çağlar,        All. Ceyhun Yıldızoğlu
Campionato mondiale femminile di pallacanestro 20180 Yalçın, 3 Cora, 4 Çakır, 7 Köksal, 9 Çağlar, 10 Alben, 12 Canıtez, 13 Hollingsworth, 15 Şenyürek, 23 Aydın, 28 Güner, 33 Ural,        All. Ekrem Memnun

### Europei
Campionato europeo femminile di pallacanestro 20054 İvegin, 5 Vardarlı, 6 Yüksel, 7 Yiğit, 8 Kimyacıoğlu, 9 Tunçluer, 10 Yıldızoğlu, 11 Yılmaz, 12 Yücesir, 13 Horasan, 14 Özyiğit, 15 Engin,        All. Cem Akdag
Campionato europeo femminile di pallacanestro 20074 İvegin, 5 Akkaya, 6 Vardarlı, 7 Yiğit, 8 Kimyacıoğlu, 9 Tunçluer, 10 Alben, 11 Yılmaz, 12 Sarıca, 13 Horasan, 14 Çağlar, 15 Engin,        All. Cem Akdag
Campionato europeo femminile di pallacanestro 20094 Ş. İvegin, 5 Saylar, 6 Vardarlı, 7 Yiğit, 8 Palazoğlu, 9 Gümüşay, 10 Gökçe, 11 Bilge, 12 N. İvegin, 13 Horasan, 14 Nevlin, 15 Çağlar,        All. Ceyhun Yıldızoğlu
Campionato europeo femminile di pallacanestro 20114 Palazoğlu, 5 Erdoğan, 6 Vardarlı, 7 Yiğit, 8 Nevlin, 9 Akkaya, 10 Alben, 11 Yılmaz, 12 N. İvegin, 13 Horasan, 14 Ş. İvegin, 15 Çağlar,        All. Ceyhun Yıldızoğlu
Campionato europeo femminile di pallacanestro 20134 Palazoğlu, 5 Canıtez, 6 Günay, 7 Vardarlı, 8 Dalgalar, 9 Tunçluer, 10 Alben, 11 Yılmaz, 12 N. İvegin, 13 Hollingsworth, 14 Ş. İvegin, 15 Çağlar,        All. Ceyhun Yıldızoğlu
Campionato europeo femminile di pallacanestro 20154 Demirok, 5 Canıtez, 6 Köksal, 7 Vardarlı, 8 Çakır, 9 Çağlar, 10 Alben, 11 Yılmaz, 12 Sanders, 13 Cora, 14 İvegin, 15 Şenyürek,        All. Ekrem Memnun
Campionato europeo femminile di pallacanestro 20172 Bilgiç, 3 Cora, 4 Çakır, 7 Vardarlı, 9 Çağlar, 10 Alben, 12 Canıtez, 13 Hollingsworth, 14 İvegin, 15 Şenyürek, 17 Köksal, 33 Ural,        All. Ekrem Memnun
Campionato europeo femminile di pallacanestro 20190 Yalçın, 1 Bilgiç, 3 Cora, 4 Çakır, 7 Köksal, 9 Çağlar, 10 Alben, 12 Canıtez, 15 Şenyürek, 24 Güçlü, 33 Ural, 41 Stokes,        All. Ceyhun Yıldızoğlu
Campionato europeo femminile di pallacanestro 20211 Bilgiç, 2 Uzun, 4 Çakır, 5 Gülcan, 9 Çağlar, 12 Canıtez, 13 Hollingsworth, 23 Yıldızhan, 24 Güçlü, 25 Onar, 33 Ural, 99 Fitik,        All. Ceyhun Yıldızoğlu
Campionato europeo femminile di pallacanestro 20232 Uzun, 3 Akalan, 4 Çakır, 6 Fitik, 7 McCowan, 10 Onar, 11 Bayram, 14 Erdoğan, 15 Şenyürek, 23 Yıldızhan, 28 Güner, 33 Ural,        All. Ekrem Memnun
Campionato europeo femminile di pallacanestro 20251 İstanbulluoğlu, 2 Uzun, 4 Çakır, 6 Fitik, 7 McCowan, 9 Bilgiç, 10 Onar, 11 Bayram, 15 Şenyürek, 17 Erdoğan, 20 Ataş, 33 Ural,        All. Ekrem Memnun

### Giochi del Mediterraneo
Template:Turchia femminile di pallacanestro ai Giochi del Mediterraneo 1987
Pallacanestro femminile ai XIII Giochi del MediterraneoAkın, Buyuran, Gökçe, Kılınç, Köz, Özbek, Özel, Özyer, Özyiğit, Tan, Yılmaz, Yükrük, All. -
Pallacanestro femminile ai XV Giochi del MediterraneoAkkaya, Engin, Horasan, İvegin, Özyiğit, Tunçluer, Vardarlı, Yiğit, Yıldızoğlu, Yılmaz, Yücesir, Yüksel, All. -
Pallacanestro femminile ai XVI Giochi del Mediterraneo4 Turan, 5 Çolakoğlu, 6 Karataş, 7 Aşkin, 8 Dalgalar, 9 Taşbaş, 10 Yüksel, 11 Güler, 12 Maşa, 13 Gezer, 14 İbek, 15 Öztürk,        All. -

## Nazionali giovanili
- Selezioni giovanili della nazionale di pallacanestro femminile della Turchia